# Megan McJames
Megan Jean McJames (ur. 24 września 1987 w Park City) – amerykańska narciarka alpejska.

## Kariera
Po raz pierwszy na arenie międzynarodowej pojawiła się 3 grudnia 2002 roku w Park City, gdzie w zawodach FIS zajęła 13. miejsce w slalomie. W 2005 roku wystartowała na mistrzostwach świata juniorów w Bardonecchii, zajmując 29. miejsce w zjeździe i 34. miejsce w supergigancie. Jeszcze dwukrotnie startowała w zawodach tego cyklu, zajmując między innymi osiemnaste w gigancie podczas mistrzostw świata juniorów w Quebecu w 2006 roku.
W zawodach Pucharu Świata zadebiutowała 25 listopada 2006 roku w Aspen, gdzie nie zakwalifikowała się do pierwszego przejazdu giganta. Pierwsze pucharowe punkty wywalczyła 21 stycznia 2007 roku w Cortina d’Ampezzo, zajmując 28. miejsce w tej samej konkurencji. Nigdy nie stanęła na podium zawodów tego cyklu; najwyższą lokatę wywalczyła 25 października 2008 roku w Sölden, kończąc giganta na 14. miejscu. W sezonie 2008/2009 zajęła 91. miejsce w klasyfikacji generalnej.
Startowała na mistrzostwach świata w Val d’Isère w 2009 roku, gdzie nie ukończyła 1. przejazdu slalomu giganta. Podczas mistrzostw świata w Sankt Moritz w 2017 roku była między innymi dziewiąta w zawodach drużynowych, a w gigancie zajęła 21. miejsce.
Startowała na igrzyskach olimpijskich w Vancouver w 2010 roku, gdzie w slalomie gigancie zajęła 32. miejsce. Nie ukończyła 2. przejazdu slalomu. Na rozgrywanych cztery lata później igrzyskach w Soczi zajęła 30. miejsce w gigancie, a slalomu ponownie nie ukończyła. Brała też udział w igrzyskach olimpijskich w Pjongczang, gdzie w zawodach drużynowych zajęła 9. miejsce, w gigancie 31. miejsce, a w slalomie 36. miejsce.

## Osiągnięcia

### Igrzyska olimpijskie
| Miejsce | Dzień     | Rok  | Miejscowość | Konkurencja | Czas biegu | Strata | Zwyciężczyni        |
| ------- | --------- | ---- | ----------- | ----------- | ---------- | ------ | ------------------- |
| 32.     | 25 lutego | 2010 | Vancouver   | Gigant      | 2:27,11    | +5,87  | Viktoria Rebensburg |
| DNF2    | 26 lutego | 2010 | Vancouver   | Slalom      | 1:42,89    | -      | Maria Riesch        |
| 30.     | 18 lutego | 2014 | Soczi       | Gigant      | 2:36,87    | +7,50  | Tina Maze           |
| DNF1    | 21 lutego | 2014 | Soczi       | Slalom      | 1:44,54    | -      | Mikaela Shiffrin    |
| 31.     | 15 lutego | 2018 | Pjongczang  | Gigant      | 2:20,48    | +8,37  | Mikaela Shiffrin    |
| 36.     | 16 lutego | 2018 | Pjongczang  | Slalom      | 1:38,63    | +10,65 | Frida Hansdotter    |
| 9.      | 24 lutego | 2018 | Pjongczang  | Drużynowo   | -          | -      | Szwajcaria          |

### Mistrzostwa świata
| Miejsce | Dzień     | Rok  | Miejscowość       | Konkurencja | Czas biegu | Strata | Zwyciężczyni     |
| ------- | --------- | ---- | ----------------- | ----------- | ---------- | ------ | ---------------- |
| DNF1    | 12 lutego | 2009 | Val d’Isère       | Gigant      | 2:03,49    | -      | Kathrin Hölzl    |
| 34.     | 17 lutego | 2011 | Ga-Pa             | Gigant      | 2:20,54    | +7,08  | Tina Maze        |
| 29.     | 19 lutego | 2011 | Ga-Pa             | Slalom      | 1:45,79    | +8,95  | Marlies Schild   |
| 34.     | 12 lutego | 2015 | Vail/Beaver Creek | Gigant      | 2:19,16    | +7,69  | Anna Fenninger   |
| 38.     | 14 lutego | 2015 | Vail/Beaver Creek | Slalom      | 1:38,48    | +10,63 | Mikaela Shiffrin |
| 9.      | 14 lutego | 2017 | Sankt Moritz      | Drużynowo   | -          | -      | Francja          |
| 21.     | 16 lutego | 2017 | Sankt Moritz      | Gigant      | 2:05,55    | +3,15  | Tessa Worley     |
| 36.     | 18 lutego | 2017 | Sankt Moritz      | Slalom      | 1:37,27    | +8,53  | Mikaela Shiffrin |

### Mistrzostwa świata juniorów
| Miejsce | Dzień     | Rok  | Miejscowość  | Konkurencja | Czas biegu | Strata | Zwyciężczyni          |
| ------- | --------- | ---- | ------------ | ----------- | ---------- | ------ | --------------------- |
| 29.     | 23 lutego | 2005 | Bardonecchia | Zjazd       | 1:28,84    | +3,08  | Nadia Fanchini        |
| 34.     | 24 lutego | 2005 | Bardonecchia | Supergigant | 1:26,81    | +3,68  | Andrea Fischbacher    |
| 19.     | 3 marca   | 2006 | Québec       | Zjazd       | 1:13,51    | +2,15  | Marianne Abderhalden  |
| 20.     | 4 marca   | 2006 | Québec       | Slalom      | 1:37,30    | +3,65  | Maria Pietilä-Holmner |
| 23.     | 5 marca   | 2006 | Québec       | Supergigant | 1:10,96    | +2,31  | Anna Fenninger        |
| 18.     | 7 marca   | 2006 | Québec       | Gigant      | 2:22,43    | +2,72  | Tina Weirather        |
| DNF     | 7 marca   | 2007 | Altenmarkt   | Zjazd       | 1:39,69    | -      | Tina Weirather        |
| DNF2    | 8 marca   | 2007 | Altenmarkt   | Gigant      | 2:14,90    | -      | Nicole Schmidhofer    |
| 39.     | 9 marca   | 2007 | Altenmarkt   | Supergigant | 1:19,34    | +0,38  | Nicole Schmidhofer    |
| 19.     | 11 marca  | 2007 | Altenmarkt   | Slalom      | 1:44,23    | +2,59  | Ilka Štuhec           |

### Puchar Świata

#### Miejsca w klasyfikacji generalnej
- sezon 2006/2007: 130.
- sezon 2007/2008: 107.
- sezon 2008/2009: 91.
- sezon 2009/2010: 103.
- sezon 2010/2011: -
- sezon 2011/2012: -
- sezon 2012/2013: -
- sezon 2013/2014: 102
- sezon 2014/2015: 114
- sezon 2015/2016: 118
- sezon 2016/2017: 101
- sezon 2017/2018: 133

#### Miejsca na podium w zawodach
McJames nigdy nie stanęła na podium zawodów PŚ.